# Gildon
Gildon est un prince berbère romanisé né vers 340, le fils de Nubel, regulus (roitelet) de la nation des Jubaleni (Jubalenses), tribu de Maurétanie césarienne. Il est notamment connu pour avoir participé à la répression de la révolte de son frère Firmus aux côtés du général Théodose l'Ancien, ce qui lui permit de gravir les échelons et être nommé comte d'Afrique en 385.

## Biographie

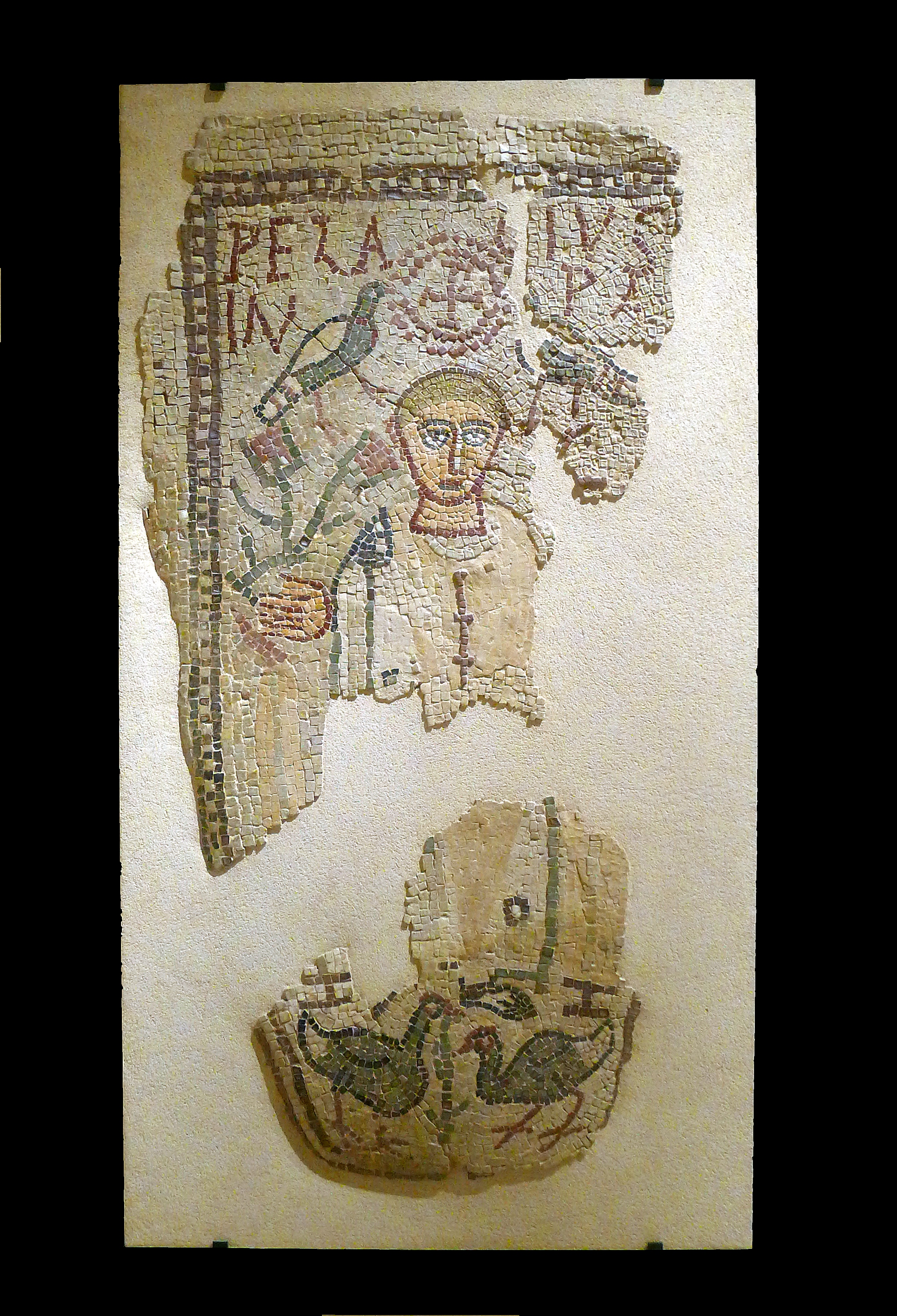
Mosaïque d'une tombe d'enfant afro-romain avec la croix chrétienne, trouvée à Tabarka, fin IVe-début Ve s.

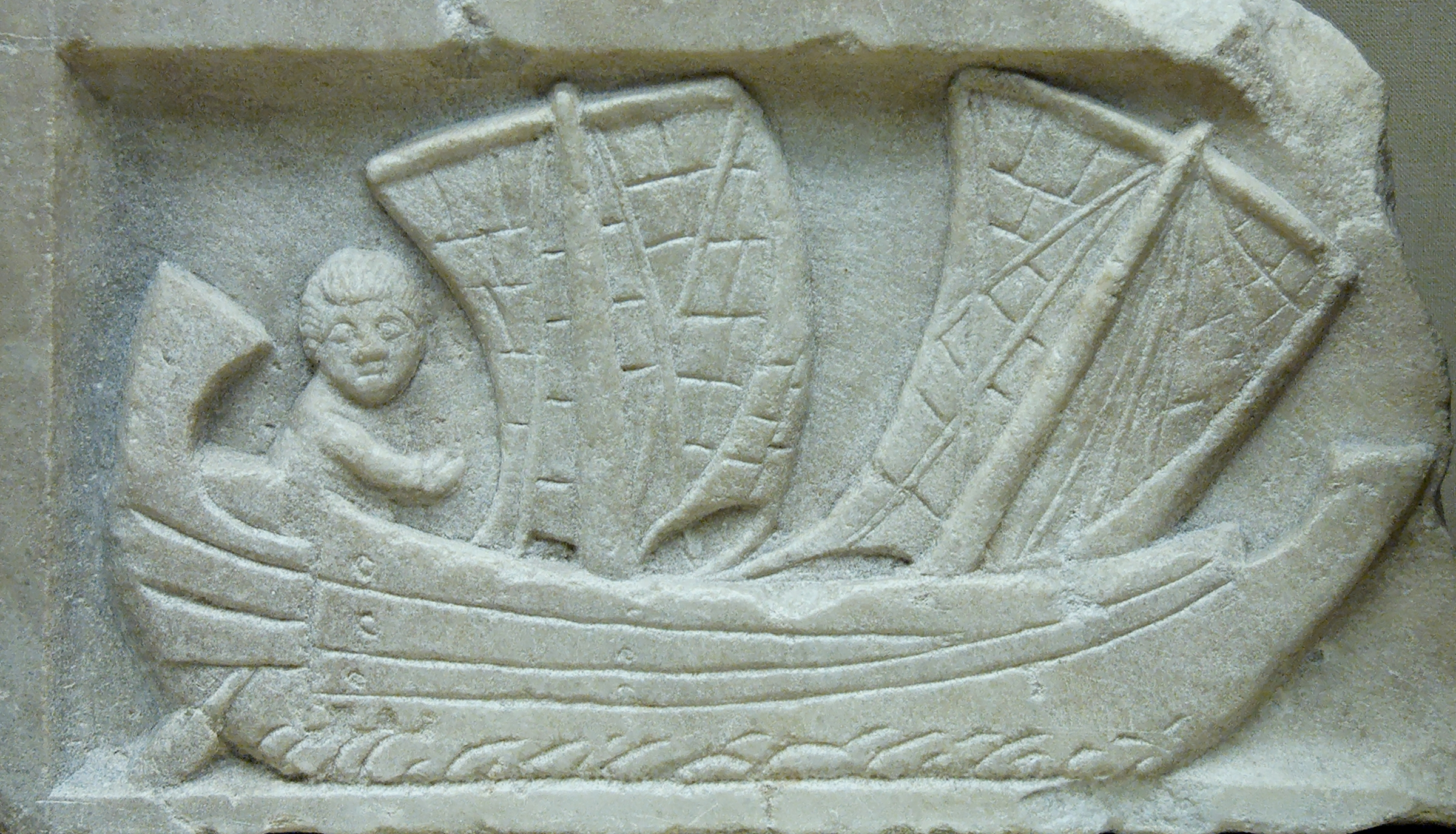
Corbita, navire marchand à voile utilisé pour le ravitaillement de Rome, bas-relief trouvé à Carthage, v. 200.

Vers 372-373, Gildon soutient les forces romaines face à son frère Firmus. On sait notamment que Théodose lui confia la tâche d’arrêter Vincentius (proche de Romanus) et il finira même par capturer deux alliés de Firmus : Bellen, un chef des Mazices et Féricius, un préfet de tribu. En récompense, les Romains le firent « comes africae » c'est-à-dire comte d’Afrique en 385. Mais il doit aussi une part de son ascension aux liens qu'il avait noués avec l'aristocratie romaine. En effet, il épousa une noble carthaginoise chrétienne (« réfugiée plus tard à la cour impériale, elle est qualifiée de sancta par saint Jérôme »), et maria sa fille Salvina (Jérôme la considérait comme de très haute noblesse « coniugem nobilissimam ») à Nebridius, neveu de l’impératrice Flacilla, femme de Théodose Ier .
Par la suite, il refusa d’aider l’empereur Théodose Ier dans sa lutte contre Eugenius, et deux ans après la mort du premier, Gildon se révolta contre Rome et apporta son soutien à l'empereur d'Orient, Arcadius, rattachant ainsi son domaine à celui de l'empire d'Orient. Il mit en place à l'automne 396, un blocus maritime empêchant le transport de blé annonaire vers Rome. Le sénat et le régent Stilicon déclarèrent Gildon « ennemi public » (hostis publicus) au cours du printemps 398 et envoyèrent une force militaire en Afrique sous le commandement de son frère Mascezel. Gildon mobilisa les forces romaines de Numidie et fit appel à de nombreuses tribus berbères mais la révolte fut facilement réprimée, les forces romaines de Gildon préférant rejoindre le camp adverse et les maures abandonnant le combat face à ce choix. Finalement Mascezel vainquit les forces de Gildon entre Theveste (Tébessa, Algérie) et Ammaedara (Haïdra, Tunisie actuelle) lors de la bataille de l'Ardalio. Gildon essaya de fuir par la mer mais il fut capturé, conduit à Thabraca et exécuté le 31 juillet 398.

### Sources
- Claudien, De Bello Gildonico, (370–404)
- Ammien Marcellin, Histoire, livre XXIX, 5.
- Orose, Historiae Adversus Paganos, VII, 36 (417).
- Zosime, Histoire nouvelle, V, II, 4. en

### Sites archéologiques
- Bénian ntâa Soumâa: ruines numides dans la commune de Thénia dans la wilaya de Boumerdès en Algérie.
- Mausolée de Blad Guitoun: ruines numides dans la commune de Si Mustapha dans la wilaya de Boumerdès en Algérie.